# Orbert Davis
Orbert C. Davis (Chicago, 1960) is een Amerikaanse jazztrompettist en orkestleider.

## Biografie
Davis werd geboren in Chicago en groeide op in Momence, Illinois. Hij begon trompet te spelen rond 10-jarige leeftijd, maar kreeg geen formele instructie, totdat basisschoolleraar Charles Danish een trompetleraar voor hem vond die hem lessen gaf. Hij studeerde af met een graad in trompetprestaties aan de DePaul University en behaalde vervolgens een master in jazzpedagogiek aan de Northwestern University. Davis is universitair hoofddocent muziek aan de Universiteit van Illinois in Chicago. Hij heeft studioalbums en meer dan 3000 radio- en tv-commercials opgenomen. Hij is actief in het muziekonderwijs en is medeoprichter en regisseur van MusicAlive! (verbonden aan de Chicago Jazz Philharmonic, die hij ook oprichtte en regisseert). Hij is de gastheer van de jazz-radioshow The Real Deal with Orbert Davis op WDCB. Hij treedt regelmatig op met zijn band Orbert Davis with Strings Attached en is lid van het Chicago Jazz Ensemble.
Hij was solist op het Chicago Jazz Festival in 1996, waar hij Sketches of Spain van Miles Davis en Gil Evans uitvoerde. Met Lester Bowie en Jon Faddis in oktober 1999 was Davis een prominente artiest voor het Jazz Institute of Chicago's Tribute to Louis Armstrong: Legacy for the Millennium, waar hij composities uitvoerde van Armstrongs Hot 5 en Hot 7 opnamen. Dit optreden werd in augustus 2001 herhaald op het Chicago Jazz Festival. Hij trad op met Dr. John, Kurt Elling, Ramsey Lewis, Thelonious Monk, Wynton Marsalis, Grover Washington jr., Ernie Watts, Stevie Wonder en het Smithsonian Jazz Masterworks Orchestra. Davis en Mark Ingram bezitten Orbark Productions. Hun vermeldingen omvatten projecten voor Atlantic Records, Capitol Records, CBS Records, Epic Records, MCA Records en de platenlabels van Warner Bros. Records. Andere projecten zijn onder meer arrangementen en uitvoeringen voor de camera voor films als A League of Their Own en The Babe.

## Discografie
- 1996: Unfinished Memories
- 2001: Priority
- 2004: Blue Notes
- 2008: Collective Creativity
- 2010: DuSable to Obama
- 2012: Home & Away
- 2012: Sketches of Spain
- 2016: Havana Blue
- 2017: Paradise Blue
- 2019: The Chicago River

- International Standard Name Identifier: 0000 0000 4306 219X
- Library of Congress Control Number: no00010322
- MusicBrainz: 568dfb66-41d4-4bf3-afa7-cee83ef8cb9e
- Virtual International Authority File: 21681686
- WorldCat: E39PBJmxT8wWXPcqcMHGYR9dQq